# Абдуррахман ібн Фейсал
Абдуррахман (Абд ар-Рахман, Абдул-Рахман) ібн Фейсал (араб. عبد الرحمن بن فيصل آل سعود; нар. 1850 — 2 червня 1928) — останній емір Неджду в 1875—1876 і 1889—1891 роках, імам Ріядського емірату в 1902—1913 роках і емірату Неджд і Хаса.

## Життєпис

### Молоді роки
Походив з династії Саудитів. Молодший син Фейсала ібн Тукрі. Народився 1850 року. На початку 1860-х років, коли батько фактично розділив Неджд на три частини між старшими синами (Абдуллахом, Мухаммедом і Саудом), Абдуррахман через вік залишився без володіння.
Невдовзі після смерті батька 1865 року почалася боротьба між братами Абдуллахом і Саудом. Є припущення, що Абдуррахман підтримував рідного Сауда, за іншою версією він вагався у виборі між братами. У 1874 році Сауд, який на той час став еміром, відправив Абдуррахмана до Багдаду на переговори з валі Рауф-пашою, де він деякий час залишався у статусі заручника.
У березні 1874 року Рауф-паша з метою зниження витрат вивів війська з санджаку Лахса, посадивши там лояльного санджакбея Базі аль-Арайара, шейха племені бану-халід. Той, однак, виявився вкрай непопулярним серед місцевого населення. Хасці підняли повстання, яке очолив Абдуррахман, на той час відпущений з полону. Насир-паша енергійно придушив заколот, після чого Абдуррахман утік до Ер-Ріяду.

### Перше панування
У січні 1875 року Сауд несподівано помер, і влада захопив Абдуррахман. Втім становище його було вкрай хитке, оскільки йому довелося протистояти зведеному братові Абдуллаху та небожам Мухаммаду, Абдуллаху і Абдуррахману (синам Сауда). За цих обставин вирішив за краще замиритися з братом Абдуллахом. У березні 1876 року вони спільно завдали поразки небожам. За цим Абдуррахман зрікся влади на користь брата.

### Друге панування
1887 року Абдаллах був схоплений Мухаммадом ібн Саудом та його братами, але встиг покликати на допомогу шаммарського еміра Мухаммеда ібн Абдаллаха. Останній швидко захопив Ер-Ріяд, звільнив Абдуллаха, якого разом з Абдуррахманом під приводом забезпечення безпеки відвіз до Хаїля. 1889 року Абдаллах захворів, емір Джебель-Шаммару дозволив братам повернутися до Ер-Ріяду. У 1889 Абдаллах помер, після чого Абдуррахман став еміром Неджду, але визнав зверхність Мухаммеда ібн Абдаллаха.
Під його владою тепер перебувала невеличка область навколо Ер-ріяду. Спостерігати його був поставлений військовик Салім ас-Субхан. У 1890 році емір Абдуррахман підняв повстання, звільнивши Ер-Ріяд. Тут витримав облогу ворожого війська. До кінця року вдалося сформувати антирашидську коаліцію, уклавши союз з еміратами Унайза і Бурайда (в регіоні Ель-Касим). Сутичкі без помітного успіху тривали протягом місяця, поки у січні 1891 року у вирішальній битві біля Мулайді (в Ель-Касммі) Абдуррахман не зазнав нищівної поразки. За цим утік у пустелю Руб ель-Халі. Після довгих поневірянь у 1893 році він із родиною знайшов прихисток в Мухаммада ас-Сабаха, еміра Кувейту. Османський уряд призначив йому щомісячну пенсію 60 лір. Емірат Неджд офіційно було ліквідовано та приєднано до Джебель-Шаммар.

### Подальша діяльність
1897 року Абдуррахман почав вести перемовини щодо отримання військ проти нового шаммарського еміра Абд ал-Азіза. Втім Мубарак ас-Сабах, емір Кувейту, мав власні плани. 1901 року останній виступив з 64-тисячним військом на Ер-Ріяд, плануючи захопити Неджд, де поставити залежного від себе еміра Абдуррахмана. Алеубрезенімубарак зазнав нищівної поразки в битві при Сарифі, внаслідок чого вже Кувейт опинився під загрозою.
Невдовзі його син Абд аль-Азіз вирішив відвоювати Ер-Ріяд, але Абдуррахман заборонив тому вплутуватися в авантюру. Незважаючи на заборону, Абд аль-Азіз зумів захопити місто. У травні 1902 року Абдуррахман прибув до Ер-Ріяду. Абд аль-Азіз зажадав від улемів і знатних ріядців скласти присягу батькові, але той відмовився від цього і оголосив еміром Абд аль-Азіза. Сам же Абдуррахман став його головним радником та імамом. Невдовзі надіслав листа підполковнику К. А. Кемболу, британському політичному резидентом в Перській затоці, з проханням до британського уряду укласти договір з його сином, але його пропозиція не була прийнята.
На початку 1903 року Абдуррахман зустрічався в Басрі з російським консулом О.Адамовим, сподіваючись тим самим підштовхнути британців до більш активної допомоги Ріядському емірату. Навесні того ж року Абдуррахман очолював оборону Ер-Ріяда, коли військо Джебель-Шаммари зробило спробу опанувати столицею емірату.
У 1905 році Абдуррахман знову їздив до Басри на пеермовини з османським валі Ахмедом Мухліс-пашою та кувейтським еміром Мубараком. Абдуррахман запевнив пашу у відданості еміра Абд аль-Азіза султанові Абдул-Гаміду II і був формально призначений каймакамом Неджду.
1924 року організував збори (шуру) племінних і релігійних шейхів Неджду, що відбулася в Ер-Ріяді. Помер Абдуррахман ібн Фейсал у 1928 році в Ер-Ріяді.